# Cantón de Étables-sur-Mer
El cantón de Étables-sur-Mer era una división administrativa francesa, que estaba situada en el departamento de Costas de Armor y la región de Bretaña.

## Composición
El cantón estaba formado por seis comunas:
- Binic
- Étables-sur-Mer
- Lantic
- Plourhan
- Saint-Quay-Portrieux
- Tréveneuc

## Supresión del cantón de Étables-sur-Mer
En aplicación del Decreto nº 2014-150 de 13 de febrero de 2014, el cantón de Étables-sur-Mer fue suprimido el 22 de marzo de 2015 y sus 6 comunas pasaron a formar parte del nuevo cantón de Plouha.